# International Superstar Soccer Deluxe
International Superstar Soccer Deluxe (abbreviato spesso in ISS Deluxe e conosciuto in Giappone come Jikkyou World Soccer 2: Fighting Eleven) è un videogioco calcistico sviluppato da KCEO (per la versione PlayStation), Konami (per SNES) e Factor 5 (per Sega Mega Drive) e pubblicato dalla stessa Konami in date differenti varianti da console in console e di continente in continente. Il gioco disponeva di diverse nazionali nelle quali i giocatori erano riconoscibili, nonostante i nomi fittizi (per esempio Capitale è Batistuta, mentre Galfano è Roberto Baggio).

## Modalità di gioco
Sono presenti 6 modalità di gioco differenti. Un sistema di password consente di continuare una partita già iniziata.
Open Game: partita amichevole contro il computer o un altro giocatore con possibilità di scelta dello stadio, tempo e ora del giorno, nonché handicap della partita (condizioni del giocatore, forza del portiere e numero di giocatori sul campo, da 7 a 11). È possibile anche fare da spettatore per una partita CPU vs CPU. 
È possibile anche giocare una "Short League", una breve lega a 6 squadre e un "Short Tournament", un torneo ad eliminazione diretta ad 8 squadre.
Coppa Internazionale: la classica modalità Coppa del Mondo, che il giocatore dovrà affrontare partendo dalle qualificazioni regionali.
World League: una lega con 36 squadre che si affrontano in due turni di andata e ritorno
Scenario: 12 scenari che ripercorrono spezzoni di partite realmente giocate. La partita inizia a match già in corso in differenti situazioni, e, a seconda della difficoltà, il giocatore deve amministrare una vittoria (nelle partite più facili) o vincere una partita rompendo un pareggio o capovolgendo il risultato (in difficoltà più alte).
Modalità calcio di rigore: la classica serie di 5 calci di rigore a testa per squadra dove in caso di pareggio si procede ad oltranza.
Allenamento: sono presenti diverse modalità di allenamento. Allenamento libero in cui si corre liberamente per il campo con la possibilità di provare i comandi e le varie situazioni di gioco. Free kick, l'allenamento sui calci di punizioni. Corner kick, allenamento sui calci d'angolo.
È presente anche un "Challenge mode" in cui bisogna stabilire dei record su 4 livelli di difficoltà in differenti specialità, che sono: dribbling, passaggio, tiro, difesa, calcio d'angolo e calcio di punizione.

## Squadre
Nel gioco sono presenti 36 squadre nazionali.

### Europa 1
- Inghilterra
- Germania
- Italia
- Galles
- Scozia
- Irlanda del Nord

### Europa 2
- Francia
- Paesi Bassi
- Norvegia
- Spagna
- Irlanda
- Portogallo

### Europa 3
- Svezia
- Repubblica Ceca
- Danimarca
- Austria
- Belgio
- Polonia

### Europa 4
- Romania
- Russia
- Bulgaria
- Svizzera
- Croazia
- Grecia

### Asia Africa
- Giappone
- Turchia
- Corea del Sud
- Nigeria
- Camerun
- Marocco

### Nord Sud America
- Brasile
- Argentina
- Colombia
- Messico
- Stati Uniti
- Uruguay